# 莫赖斯
莫赖斯是葡萄牙布拉干萨区的一个堂区。总面积52.8平方公里，总人口704人，人口密度13.3人/平方公里。